# فانتاسیستا اوتامارو
فانتاسیستا اوتامارو (انگلیسی: Fantasista Utamaro؛ زادهٔ ح. ۱۹۷۹ (۴۵–۴۶ سال)) هنرهای تجسمی، کارگردان هنری، تصویرگر، طراح گرافیک، طراحی پارچه، کارگردان پویانمایی است.